# Paul J. Fannin
Paul J. Fannin (Ashland, 1907. január 29. – Phoenix, 2002. január 13.) az Amerikai Egyesült Államok szenátora (Arizona, 1965–1977).